# Sten Engström
Sten Gunnar Engström, född 3 december 1895 i Oskarshamn, död 1979, var en svensk arkivarie.
Engström blev filosofie licentiat vid Uppsala universitet 1923, filosofie doktor 1936, amanuens vid Landsarkivet i Uppsala 1923, länsarkivarie i Östersund 1935, landsarkivarie i Vadstena 1937 samt i Uppsala 1947–61. Han invaldes 1943 som ledamot av Samfundet för utgivande av handskrifter rörande Skandinaviens historia och 1958 av Humanistiska vetenskapssamfundet i Uppsala.